# R. Mathur
R. Mathur ( n. 1948 ) es un botánico indio, desarrollando actividades académicas en la "Escuela de Estudios en Zoología", Universidad de Rajasthan.

## Algunas publicaciones
- r. Chidambaram, r. Mathur, p. Neergaard. 1973. Identification of seed-borne Dreschlera species. Canadian J. of Botany 40: 809-836

### Libros
- r. Mathur, asha Mathur, sanjay Sharma. 1998. Latest advances in environmental conservation. Editor Scientific Publ. 359 pp. ISBN 8172331754

- La abreviatura «R.Mathur» se emplea para indicar a R. Mathur como autoridad en la descripción y clasificación científica de los vegetales.[2]